# 15 mai en sport
15 avril 15 juin
Chronologies thématiques
- Croisades
- Ferroviaires
- Disney

Le 15 mai (135e jour de l'année ou 136e en cas d'année bissextile) en sport.

## Événements

### XVIIesiècle
- 1651 :
  - (Sport hippique) : première course de chevaux moderne organisée à Paris. Deux cavaliers s’affrontent sur un parcours dans le Bois de Boulogne. L’arrivée est jugée au château de Madrid en présence du jeune Louis XIV.

### XXesièclede1901à1950
- 1910 :
  - (Football) : l'Italie dispute son premier match face à la France à Arena de Milan et s'impose 6-2.
- 1917 :
  - (Football) : le Real Madrid remporte la Coupe d'Espagne face à Arenas Club de Getxo, 2-1.
- 1932 :
  - (Sport automobile) : le Belge Arthur Legat sur une Bugatti Type 37A remporte le Grand Prix des Frontières couru sur le circuit de Chimay en Belgique.
- 1938 :
  - (Sport automobile) : au Grand Prix automobile de Tripoli, couru sur le circuit de la Mellaha, victoire de l'Allemand Hermann Lang sur une Daimler-Benz AG.
- 1949 :
  - (Sport automobile) : au Grand Prix automobile de Grande-Bretagne couru sur le circuit de Silverstone, victoire du Suisse Emmanuel de Graffenried sur une Maserati.

### XXesièclede1951à2000
- 1957 :
  - (Football) : à 41 ans, après 23 ans de carrière et 54 sélections, Stanley Matthews joue son dernier match sous le maillot de l'équipe d'Angleterre, face au Danemark à Copenhague 4-1 en match éliminatoires de la Coupe du monde 1958.
- 1983 :
  - (Sport automobile /Formule 1) : au Grand Prix automobile de Monaco, victoire du Finlandais Keke Rosberg sur une Williams-Ford.
- 1988 :
  - (Sport automobile /Formule 1) : au Grand Prix automobile de Monaco, victoire du Français Alain Prost sur une McLaren-Honda.
- 1994 :
  - (Sport automobile /Formule 1) : au Grand Prix automobile de Monaco, victoire de victoire de l'Allemand Michael Schumacher sur une Benetton-Ford.

### XXIesiècle
- 2002 :
  - (Football) : le Real Madrid remporte la finale de la Ligue des champions face au Bayer Leverkusen, 2-1 avec un but décisif de Zinédine Zidane.
- 2004 :
  - (Football) : l'Olympique lyonnais décroche son 3e titre de champion de France.
- 2005 :
  - (Basket-ball / Coupe de France) : le BCM Gravelines-Dunkerque remporte la Coupe de France pour la première fois de son histoire à la suite de sa victoire 91 à 79 en finale contre Cholet Basket.
- 2007 :
  - (Basket-ball) : en NBA, l'Allemand Dirk Nowitzki est élu MVP (Most Valuable Player) de la saison régulière. C'est le premier européen à recevoir cette distinction. Il devance Steve Nash, Kobe Bryant, Tim Duncan et LeBron James.
- 2013 :
  - (Football) : Chelsea remporte la Ligue Europa en battant le Benfica Lisbonne 2-1 en finale.
- 2015 :
  - (Cyclisme sur route /Tour d'Italie) : la 7e étape, la plus longue du Tour d'Italie 2015 (264 km) est remportée par Diego Ulissi. Alberto Contador, bien qu'ayant une épaule luxée, réussit à conserver son maillot rose de leader.
  - (Football /Ligue 2) : Le Gazélec valide sa montée en Ligue 1 en battant Niort lors de la 37e et avant-dernière journée (3-2).
- 2016 :
  - (Badminton /Thomas Cup /Uber Cup) : début des championnats du monde de badminton par équipes masculines et féminines qui se disputent jusqu'au 22 mai à Kunshan en Chine.
  - (Basket-ball) : 
    - (Euroligue) : Le CSKA Moscou, battu trois fois en finale de l'Euroligue depuis son dernier titre, en 2008, a dominé Fenerbahçe (101-96, a.p.).
    - (Ligue féminine) : Lattes-Montpellier bat Bourges dans le match d'appui de la finale de la Ligue féminine (65-63). Les Gazelles réalisent ainsi le doublé Coupe-Championnat.

  - (Compétition automobile /Formule 1) : au Grand Prix automobile d'Espagne qui se déroule sur le circuit de Catalogne à Barcelone, Max Verstappen écrit une page de l'histoire de la Formule 1 en s'imposant au terme de 66 tours pour sa toute première course sur Red Bull. À 18 ans, 7 mois et 15 jours, il est le plus jeune pilote à gagner un Grand Prix depuis 1950. Il devance le Finlandais Kimi Räikkönen et l'Allemand Sebastian Vettel.
  - (Cyclisme sur route /Tour d'Italie) : sur la 9e étape du Tour d'Italie 2016, victoire du Slovène Primož Roglič et l'Italien Gianluca Brambilla conserve le maillot rose.
  - (Football /Coupe de France féminine) : L’Olympique Lyonnais remporte la Coupe de France en battant Montpellier (2-1) en finale, au Stade des Alpes à Grenoble. Les Lyonnaises réalisent un 6e doublé Coupe-Championnat, c'est le 5e consécutif.
  - (Tennis) :
    - (ATP World Tour) : Andy Murray remporte le Masters de Rome en battant en finale le numéro un mondial et double tenant du titre, Novak Djokovic (6-3, 6-3 en 1h35). Il s'adjuge ainsi le 36e titre de sa carrière, le 12e en Masters 1000. Le jour de ses 29 ans.
    - (Tournois WTA 1000) : dans cette finale 100% Américaine, c’est la numéro un mondial qui a eu le dernier mot ! À Rome, Serena Williams bat sa compatriote Madison Keys en deux manches (7-6 (5), 6-3).
- 2019 :
  - (Cyclisme sur route /Tour d'Italie) : sur la 5e étape du Tour d'Italie 2019 qui se déroule entre Frascati et Terracine, sur une distance de 140 km, victoire de l'Allemand Pascal Ackermann. Le Slovène Primož Roglič conserve son maillot de leader et son principal adversaire, le Néerlandais Tom Dumoulin abandonne après avoir chuté la veille même s'il avait quand même pris le départ.
- 2021 :
  - (Cyclisme sur route /Tour d'Italie) : sur la 8e étape du Tour d'Italie qui se déroule entre Foggia et Guardia Sanframondi, sur une distance de 170 km, victoire du Français Victor Lafay après une échappée de 2km.  Le Hongrois Attila Valter conserve du Maillot rose.
  - (Natation sportive /Championnats d'Europe) : sur la 6e journée des championnats d'Europe de natation, au plongeon, chez les hommes, sur la plateforme à 10m synchronisée, victoire des britannique Thomas Daley et Matthew Lee puis chez les femmes, au tremplin à 3m, victoire de l'Allemande Tina Punzel. En natation artistique, en Highlight, victoire des Ukrainiennes Maryna Aleksiiva, Vladyslava Aleksiiva, Marta Fiedina, Veronika Hryshko, Anna Nosova, Kateryna Reznik, Anastasiya Savchuk, Alina Shynkarenko, Kseniya Sydorenko et Yelyzaveta Yakhno. En nage en eau libre, sur le 5km mixte, victoire des Italiens Rachele Bruni, Giulia Gabbrielleschi, Gregorio Paltrinieri et Domenico Acerenza.

## Naissances

### XIXesiècle
- 1851 : 
  - Herbert Lawford,  joueur de tennis britannique. Vainqueur de Tournoi de Wimbledon 1887. († 20 avril 1925).
- 1884 :
  - Joseph Dréher, athlète de demi fond et de fond français. Médaillé de bronze du 3 miles par équipes aux Jeux de Londres 1908. († 29 septembre 1941).
- 1885 :
  - Jimmy Brownlie, footballeur puis entraîneur écossais. († 29 décembre 1973).
- 1898 : 
  - Henri Padou, joueur de water-polo français. Champion olympique aux Jeux de Paris 1924 et médaillé de bronze aux Jeux d'Amsterdam 1928. († 19 novembre 1981).

### XXesièclede1901à1950
- 1901 : 
  - Luis Monti, footballeur puis entraîneur italo-argentin. Médaillé d'argent aux Jeux olympiques d'Amsterdam 1928. Vainqueur de la Copa América 1927. Champion du monde de football 1934. (16 sélections avec l'équipe d'Argentine et 18 avec l'équipe d'Italie). († 9 septembre 1983).
- 1904 : 
  - Gustaf Adolf Boltenstern, Jr., cavalier de dressage suédois. Médaillé d'argent par équipes aux Jeux de Los Angeles 1932, de bronze en individuel aux Jeux de Londres 1948 puis champion olympique par équipes aux Jeux d'Helsinki 1952 et aux Jeux de Melbourne 1956. († 31 mars 1995).
- 1914 : 
  - Turk Broda, hockeyeur sur glace canadien. († 17 octobre 1972).
- 1940 : 
  - Yoshimi Katayama, pilote de moto et de courses automobile d'endurance japonais. (4 victoires en Grand Prix moto). († 26 mars 2016).
- 1941 : 
  - Edy Schütz, cycliste sur route luxembourgeois. Vainqueur du Tour d'Autriche 1964, du Tour de Luxembourg 1966, 1968 et 1970.
- 1944 : 
  - Pierre Trentin, cycliste sur piste français. Médaillé de bronze du kilomètre aux Jeux de Tokyo 1964 et champion olympique du kilomètre et du tandem puis médaillé de bronze de la vitesse individuelle aux Jeux de Mexico 1968. Champion du monde de cyclisme sur piste de la vitesse individuelle 1964 et champion du monde de cyclisme sur piste du kilomètre et du tandem 1966.
- 1945 :
  - Jacques Guillot, pilote de course automobile français.
- 1950 : 
  - Renate Stecher, athlète de sprint est-allemande puis allemande. Championne olympique du 100 et 200 m puis médaillée d'argent du relais 4×100 m aux Jeux de Munich 1972 puis championne olympique du relais 4×100 m, médaillée d'argent du 100 m et de bronze du 200 m aux Jeux de Montréal 1976. Championne d'Europe d'athlétisme du relais 4×100 m 1969 et 1974, championne d'Europe d'athlétisme du 100 et 200 m 1971.

### XXesièclede1951à2000
- 1951 :
  - Alain Filhol, pilote de course automobile français.
- 1952 :
  - Vahid Halilhodžić, footballeur puis entraineur yougoslave puis bosnien. (15 sélections avec l'équipe de Yougoslavie). Entraîneur de la Côte d'Ivoire de 2008 à 2010, de l'Algérie de 2011 à 2014, du Japon de 2015 à 2018 et du Maroc de 2019 à 2022.
- 1953 :
  - George Brett, joueur de baseball américain.
  - Franco Selvaggi, footballeur puis entraineur italien. Champion du monde de football 1982. (3 sélections en équipe nationale).
- 1959 :
  - Luis Pérez-Sala, pilote de course automobile espagnol.
- 1965 :
  - George Fouché, pilote de course automobile d'endurance sud-africain. († 5 mai 2023).
  - Raí Souza Vieira de Oliveira, footballeur brésilien. Champion du monde de football 1994. Vainqueur de la Copa Libertadores 1992 et 1993 puis de la Coupe d'Europe des vainqueurs de coupe 1996. (51 sélections en équipe nationale).
- 1967 :
  - John Smoltz, joueur de baseball américain.
- 1969 :
  - Hideki Irabu, joueur de baseball japonais. († 27 juillet 2011).
  - Emmitt Smith, joueur de foot U.S. américain.
- 1970 :
  - Frank de Boer, footballeur puis entraineur néerlandais. Vainqueur de la Coupe UEFA 1992 et de la Ligue des champions 1995. (113 sélections en équipe nationale).
- 1971 :
  - Anthony Bancarel, footballeur français.
- 1972 :
  - Isidre Esteve, pilote moto de vitesse, d'enduro puis de rallye-raid espagnol.
- 1973 :
  - Pascal Gentil, taekwondoïste français. Médaillé de bronze des +80 kg aux Jeux de Sydney 2000 puis aux Jeux d'Athènes 2004. Champion d'Europe de taekwondo des +83 kg 1994, 1998 et 2005.
- 1975 :
  - Ray Lewis, joueur de foot U.S. américain.
- 1976 :
  - Torraye Braggs, basketteur américain.
  - Jacek Krzynowek, footballeur polonais. (96 sélections en équipe nationale).
- 1978
  - Sébastien Chabbert, footballeur français.
  - Prosper Karangwa, basketteur rwandais.
- 1980 :
  - Josh Beckett, joueur de baseball américain.
- 1981 :
  - David Adelman, entraîneur de basketball américain.
  - Patrice Évra, footballeur français. Vainqueur de la Ligue des champions 2008. (81 sélections en Équipe de France de football).
  - Justin Morneau, joueur de baseball canadien.
  - Émilie Petiteau-Silbande, basketteuse française.
- 1982 :
  - Veronica Campbell, athlète de sprint jamaïquaine. Médaillée d'argent du relais 4×100 m aux Jeux de Sydney 2000 et aux Jeux de Rio 2016, championne olympique du 200 mètres et du relais 4×100 m puis médaillée de bronze du 100 m aux Jeux d'Athènes 2004, championne olympique du 200 m aux Jeux de Pékin 2008 puis médaillée d'argent du relais 4×100m et de bronze du 100m aux Jeux de Londres 2012. Championne du monde d'athlétisme du 100 m 2007 et championne du monde d'athlétisme du 200 m 2011 puis championne du monde d'athlétisme du relais 4×100 m 2015.
  - Dimitri Kovalev, handballeur russe. Vainqueur de la Coupe d'Europe des vainqueurs de coupe masculine 2006. (208 sélections en équipe nationale).
- 1983 :
  - Germain Chardin, rameur français. Médaillé de bronze en quatre sans barreur aux Jeux de Pékin 2008 puis médaillé d'argent en deux sans barreur aux Jeux de Londres 2012. Champion du monde d'aviron en quatre de pointe 2010 puis médaillé d'argent en deux de pointe aux Mondiaux d'aviron 2013. Médaillé de bronze du huit aux CE d'aviron 2009 et d'argent du deux de pointe aux CE d'aviron 2015.
  - Jamal Sampson, basketteur américain.
- 1985 :
  - Cristiane, footballeuse brésilienne. Médaillée d'argent aux Jeux d'Athènes 2004 puis aux Jeux de Pékin 2008. Victorieuse de la Copa América 2014 et 2018. (147 sélections en équipe nationale).
  - Carl Medjani, footballeur franco-algérien. (62 sélections avec l'équipe d'Algérie).
- 1986 :
  - Eléni Artymatá, athlète de sprint chypriote.
- 1987 :
  - Anaïs Bescond, biathlète française. Championne olympique du relais mixte puis médaillée de bronze de la poursuite et du relais 4×6km aux Jeux de Pyeongchang 2018. Médaillée d'argent du relais 4×6km aux Mondiaux de biathlon 2011 et 2012, médaillée d'argent du relais 4×6km et du relais mixte aux Mondiaux 2015 puis championne du monde de biathlon du relais mixte et médaillée d'argent en individuelle 2016.
  - Michael Brantley, joueur de baseball américain.
  - Brian Dozier, joueur de baseball américain.
  - Mark Fayne, hockeyeur sur glace américain.
  - Nick Holden, hockeyeur sur glace canadien.
  - Ersan İlyasova, basketteur turc. (53 sélections en équipe nationale).
  - Leonardo Mayer, joueur de tennis argentin. Vainqueur de la Coupe Davis 2016.
  - Andy Murray, joueur de tennis britannique. Champion olympique du simple et médaillé d'argent du double mixte aux Jeux de Londres 2012 puis champion olympique du simple aux Jeux de Rio 2016. Vainqueur de l'US Open 2012, des tournois de Wimbledon 2013 et 2016, du Masters 2016 puis de la Coupe Davis 2015.
  - Linda Sembrant, footballeuse suédoise. (138 sélections en équipe nationale).
- 1988 :
  - Loïc Korval, judoka français. Champion d'Europe des -66kg 2014.
  - Nwal-Endéné Miyem, basketteuse française. Médaillée d'argent aux Jeux de Londres 2012 et de bronze aux Jeux de Tokyo 2020. Championne d'Europe de basket-ball 2009, médaillée de bronze aux CE de basket-ball 2011 puis d'argent au CE de basket-ball 2013, 2015, 2017, 2019 et 2021. (235 sélections en équipe de France).
- 1989 :
  - Heimano Bourebare, footballeur franco-tahitien. Champion d'Océanie de football 2012.
  - Kini Murimurivalu, joueur de rugby à XV fidjien. (34 sélections en équipe nationale).
  - Mapou Yanga-Mbiwa, footballeur franco-centrafricain. (4 sélections avec l'équipe de France).
- 1990 :
  - Jordan Eberle, hockeyeur sur glace canadien. Champion du monde de hockey sur glace 2015.
- 1993 :
  - Louis Marquet, futsalleur français. (4 sélections en équipe de France).
  - Dominique Pandor, footballeur français.
- 1994 :
  - Steliano Filip, footballeur roumain. (8 sélections en équipe nationale).
  - Lara Stalder, hockeyeuse sur glace suisse. Médaillée de bronze aux Jeux de Sotchi 2014.
- 1995 :
  - Jakub Wolny, sauteur à ski polonais.
- 1997 :
  - Ousmane Dembélé, footballeur français. Champion du monde football 2018. (43 sélections en équipe de France).
- 1998 :
  - Nori Benhalima, handballeur algérien. (10 sélections en équipe nationale).
- 2000 :
  - Ahmed Hesham, handballeur égyptien. Champion d'Afrique des nations masculin de handball 2020. (49 sélections en équipe nationale).
  - Dayana Yastremska, joueuse de tennis ukrainienne.

### XXIesiècle
- 2001 :
  - Fatima Gharbi, footballeuse marocaine. (1 sélection en équipe nationale).
  - Cédrine Kerbaol, cycliste sur route française.
- 2002 :
  - Chrislain Matsima, footballeur franco-congolais. Médaillé d'argent aux Jeux de Paris 2024.
- 2003 :
  - Lewis Neilson, footballeur écossais.
  - Luca Netz, footballeur allemand.
- 2004 :
  - Mahamadou Doumbia, footballeur malien.

## Décès

### XXesièclede1901à1950
- 1927 :
  - Charles Beachcroft, 55 ou 56 ans, joueur de cricket britannique. Champion olympique aux Jeux de Paris 1900. (° ? 1871).

### XXesièclede1951à2000
- 1956 :
  - James Zealley, 88 ans, footballeur anglais. Champion olympique aux Jeux de Paris 1900. (1 sélection en équipe nationale). (° 7 mars 1968).
- 1957 : 
  - Dick Irvin, 64 ans, hockeyeur sur glace puis entraîneur canadien. (° 19 juillet 1892).
- 1967 : 
  - Joseph Bavozet, 79 ans, joueur de rugby à XV français. (3 sélections en équipe de France). (° 26 mai 1887).
- 1969 : 
  - Joe Malone, 78 ans, hockeyeur sur glace puis entraîneur canadien. (° 28 février 1890).
- 1972 :
  - Louis Noverraz, 70 ans, régatier et pilote de courses automobile suisse. Médaillé d'argent en 5,5 aux Jeux de Mexico 1968. (° 10 mai 1902).
- 1978 : 
  - Joie Ray, 84 ans, athlète de demi-fond américain. Médaillé de bronze du 3 000m par équipes aux Jeux de Paris 1924. (° 13 avril 1894).
- 1981 :
  - Josef Silný, 79 ans, footballeur puis entraîneur tchécoslovaque. (50 sélections en équipe de Tchécoslovaquie). (° 23 janvier 1902).
- 1986 : 
  - Elio de Angelis, 28 ans, pilote de F1 italien. (2 victoires en Grand Prix). (° 26 mars 1958).
- 1991 :
  - Fritz Riess, 68 ans, pilote de courses automobile allemand. Vainqueur des 24 Heures du Mans 1953. (° 11 juillet 1922).
- 1998 :
  - Jean-Marie Cieleska, 70 ans, cycliste sur route français. (° 19 février 1928).
  - Earl Manigault, 53 ans, basketteur américain. (° 7 septembre 1944).

### XXIesiècle
- 2002 :
  - Antonio Gracia López, 85 ans, footballeur espagnol. (° 10 février 1917).
  - Esko Tie, 73 ans, hockeyeur sur glace puis entraîneur finlandais. (° 26 décembre 1928).
- 2003 : 
  - Rik Van Steenbergen, 78 ans, cycliste sur route et sur piste belge. Champion du monde de cyclisme sur route 1949, 1956 et 1957. Vainqueur des Tours des Flandres 1944 et 1946, des Paris-Roubaix 1948 et 1952, des Flèche wallonne 1949 et de la Flèche wallonne 1958, et de Milan-San Remo 1954. (° 9 septembre 1924).
- 2005 : 
  - Aulis Kallakorpi, 76 ans, sauteur à ski finlandais. Médaillé d'argent aux Jeux de Cortina d'Ampezzo 1956. (° 1er janvier 1929).
- 2008 :
  - Tommy Burns, 51 ans, footballeur puis entraîneur écossais. (8 sélections en équipe nationale). (° 16 décembre 1956).
- 2010 : 
  - Loris Kessel, 60 ans, pilote de courses automobile suisse. (° 1er avril 1950).
- 2011 : 
  - Pete Lovely, 85 ans, pilote de courses automobile américain. (° 11 avril 1926).
  - Samuel Wanjiru, 24 ans, athlète de fond kényan.Champion olympique du marathon aux Jeux de Pékin 2008. (° 10 novembre 1986).
- 2015 : 
  - Bernard Dutin, 70 ans, joueur de rugby à XV français. (4 sélections en équipe de France). (° 9 décembre 1944).
  - Renzo Zorzi, 68 ans, pilote de courses automobile italien. (° 12 décembre 1946).
- 2016 : 
  - Maurice Prat, 87 ans, joueur de rugby à XV français. (31 sélections en équipe de France). (° 17 novembre 1928).